# Plaque des Tonga
Pour les articles homonymes, voir Tonga et Tonga (peuple de Zambie et du Zimbabwe).
La plaque des Tonga  est une microplaque tectonique de la lithosphère de la planète Terre. Sa superficie est de 0,00625 stéradians. Elle est généralement associée à la plaque australienne.
Elle se situe dans l'Ouest de l'océan Pacifique et couvre les îles Tonga.
La plaque des Tonga est en contact avec les plaques Niuafo'ou, pacifique, australienne et des Kermadec.
Ses frontières avec les autres plaques ont notamment formées la fosse des Tonga sur la côte Est des Tonga.
Le déplacement de la plaque des Tonga se fait à une vitesse de rotation de 9,3° par million d'années selon un pôle eulérien situé à 28°81' de latitude Nord et 02°26' de longitude Est (référentiel : plaque pacifique).
La plaque des Tonga tire son nom des îles Tonga.

## Sources
- (en) Peter Bird, An updated digital model of plate boundaries, vol. 4, Geochemistry Geophysics Geosystems, 14 mars 2003 (DOI 10.1029/2001GC000252, Bibcode 2003GGG.....4.1027B, lire en ligne)